# Private (Pornomagazin)

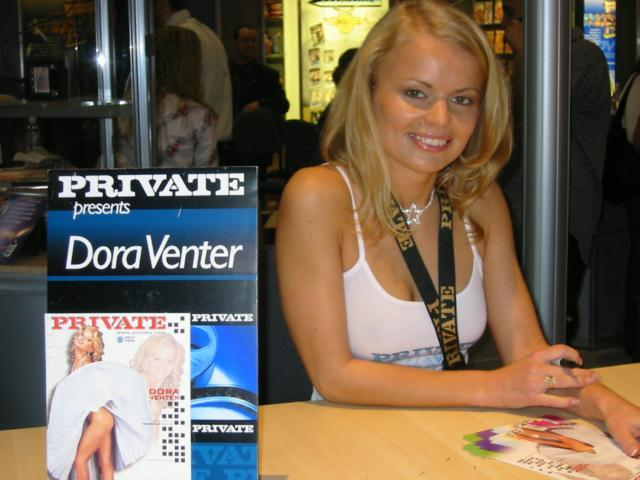
Private präsentiert von Dora Venter

Private ist ein pornografisches Magazin, die seit 1965 von der Private Media Group herausgegeben wird.
Die Zeitschrift wurde vom schwedischen Fotografen Berth Milton Sr. begründet, der seine pornografischen Fotografien zunächst Erotikheften beilegte, die er in seiner Buchhandlung in Stockholm vertrieb. Die ersten Ausgaben seines Magazins verkaufte er noch selbst an Zeitschriftenkioske, da für derartige Zeitschriften noch kein Vertrieb existierte. Nach der Entscheidung Memoirs v. Massachusetts des Obersten Gerichtshofs der Vereinigten Staaten 1966 wurde erstmals das Verbot von Pornografie infrage gestellt. Das in den Vereinigten Staaten bis dahin unter dem Ladentisch vertriebene Magazin wurde nunmehr offen verkauft und gilt ab seiner neunten Ausgabe als das erste legal vertriebene Pornoheft. Seit Mitte der 1980er Jahre wird Private in Barcelona in Spanien herausgegeben, das nach Deutschland den zweitgrößten Markt für pornografische Produkte darstellte. Die Zeitschrift entwickelte sich zur meistverkauften pornografischen Zeitschrift weltweit, bevor sie im Zuge der Digitalisierung der Pornografie in den 1990ern an Bedeutung verlor. Die Private Media Group wurde 1991 von Berth Milton Jr. übernommen, der das Portfolio um Webangebote erweiterte, die Videoproduktion ausbaute und das Unternehmen erfolgreich an die Börse führte. Die Zeitschrift Private, die den Grundstein des Unternehmens bildet, wird bis heute fortgeführt.
Der Kunstverlag Taschen veröffentlichte zwei jeweils fünfbändige Kollektionen, in denen fotografische Werke von Private der 1970er und 1980er Jahre vorgestellt werden.